# Сутеска Скокањћин камен
Сутеска Скокањћин камен је релативно мала епигенетска клисура у Белопаланачкој котлини.

## Географија
Епигенетска сутеска Скокањћин камен је релативно мала кисура дужину од свега 700 m.
Њена десна страна је кањонског изгледа, усечена у масивне кречњаке, док је лева клисурастог облика. На левој сутеска се ослања на узвишење Превоји, кроз које је усечена железничка пруга. Њоме је Белопаланачка котлина морфолошки подељена на горњи и средњи део.
- Горњи део котлине је дужине 4 km и протеже се од ртасте епигеније Светог Отац до ртасте епигеније Скокањћин камен.
- Средњи део котлине је дужине 10 km и протеже се од ртасте епигеније Скокањћин камен до Белановачко-црвеноречког сужења.